# クーリオ
クーリオ（英語: Coolio、1963年8月1日 - 2022年9月28日）は、アメリカ合衆国の音楽プロデューサー、シェフ、ソングライター、俳優、ラッパー。
本名はアーティス・レオン・アイヴィ・ジュニア（Artis Leon Ivey Jr.）。グラミー賞を受賞した1995年のシングル『ギャングスタズ・パラダイス』で知られ、ヒップホップを浸透させ、その趨勢を変化させたと評価されている。そのほかのシングルに1994年の『ファンタスティック・ヴォヤージュ』、1996年の『1・2・3・4 (サンピン・ニュー)』、1997年の『シー・ユー・ウェン・ユー・ゲット・ゼア』などがある。また、アルバムでは1994年の『イット・テイクス・ア・シーフ』、1995年の『ギャングスタズ・パラダイス』、1997年の『マイ・ソウル』などがある。クーリオははじめ、WC&ザ・マード・サークルのメンバーとして大衆に広く知られた。また、全6エピソードからなるリアリティ番組『クーリオズ・ルールズ』、ウェブサイト提供の料理番組『クッキン・ウィズ・クーリオ』を製作し、料理の本も出版した。

## 初期
ペンシルベニア州モネッセンで大工の父親と工員の母のもとに生まれ、のちにカリフォルニア州コンプトンに移住した。子供のころは、重度の喘息を患っており、その合併症により何度も病院に搬送された。そのほか、地元の図書館に頻繁に通っており、母親とはよくボードゲームをしていた。10代の頃からラップを始め、その腕前からフリオ・イグレシアスをもじってクーリオ・イグレシアスとあだ名され、のちにクーリオと略された。いっぽう、父と母が離婚したほか、20歳を迎える前には凶器を学校に持ち込んだ罪で逮捕され、窃盗罪で服役した。また、いっときクラック・コカインに依存したが克服し、父とサンノゼでカリフォルニア州林業防火局に勤めながら暮らし、またキリスト教の影響もあり、その依存から脱することができたと語っている。その後、コンプトン公立短期大学に通い、消防団やロサンゼルス国際空港の警備員などを務めた後、ラッパーとして本格的に活動を始めた。

## 音楽活動
1987年にシングル『ワッチャ・ゴーナ・ドゥ?』を録音したことをはじめ、1988年にニュー・スクールとともに『ワット・メイクス・ユー・ダンス (フォース・グルーヴ)』を録音した。また、1991年にはダブルシー・アンド・ザ・マード・サークルに参加し、アルバム『アーント・ア・ダム・サング・チェンジド』内のシングル『ドレス・コード』の参加者の一人として記載された。

### トミー・ボーイ・レコードとイット・テイクス・ア・シーフ
1994年にトミー・ボーイ・レコードとレコード契約を結び、アルバム『イット・テイクス・ア・シーフ』を発表した。
シングル『ファンタスティック・ヴォヤージュ』はMTVで何度も流され、Billboard Hot 100で3位を記録した。このアルバムには他にも『カントリー・ライン』と『アイ・リメンバー』が収録され、ヒットしている。『イット・テイクス・ア・シーフ』はBillboard 200で8位を記録し、プラチナ認定された。このアルバムは、ギャングスタ・ラップによく見られる暴力的で冒涜的なテーマに諧謔的かつ軽快さを持ち込んだ点が賞賛された。

#### ギャングスタズ・パラダイス
1995年、『デンジャラス・マインド/卒業の日まで』のオープニング曲としても使用された、L.V.とのコラボ曲である『ギャングスタズ・パラダイス』を発表した。この曲はBillboard Hot 100で３週間連続で首位の座を得、イギリス、アイルランド、フランス、ドイツ、イタリア、スウェーデン、オーストリア、オランダ、ノルウェー、スイス、オーストラリア、ニュージーランドのチャートで首位の座を得た。いっぽう、アル・ヤンコビックがパロディ曲である『アーミッシュ・パラダイス』を制作したが、これの許可が得られていないと物議を醸した。なお、この件はのちに和解したと記事がある。1996年のグラミー賞においては、『ギャンスタズ・パラダイス』は最優秀ラップ・ソロ・パフォーマンス賞を受賞した。 
本来『ギャングスタズ・パラダイス』は、アルバムの収録外であったが、上記の成功によりアルバムに収録され、表題曲となった。この曲は、スティーヴィー・ワンダーのアルバム『ソングズ・イン・ザ・キー・オブ・ライフ』内の『パストタイム・パラダイス』の合唱と音楽を挿入したもので、1995年に発表された『ギャングスタズ・パラダイス』は全米で200万枚以上の売上を記録し、RIAAから2度プラチナ認定された。このアルバムには他にも『1・2・3・4 (サンピン・ニュー)』と『トゥー・ホット』が収録されており、クール＆ザ・ギャングのジェームス・"JT"・テイラーがコーラスを担当している。また、WC&ザ・マード・サークルのアルバム『カーブ・サーヴィン』の『イン・ア・ツイスト』に出演している。1996年、映画『エディー 勝利の天使』のサウンドトラック内の『イッツ・オール・ザ・ウェイ・ライヴ (ナウ)』でトップ40ヒットを記録し、同年の映画『スペース・ジャム』のサウンドトラック内の『ヒット・エム・ハイ』は、B-リアル、メソッド・マン、LL・クール・J、バスタ・ライムスとのコラボ曲である。 

### レッド・ホット・オーガニゼーションとトミー・ボーイ・レコードの脱退
1996年、レッド・ホット・オーガニゼーションが発表した、黒人男性コミュニティの間で蔓延していたエイズへの関心向上を目的としたCD『アメリカ・イズ・ダイイング・スローリー』にアーティストの一人として参加した。また、同年、テレビシリーズ『キーナン&ケル』のオープニング用に「アー、ヒア・イット・ゴーズ!』のオープニングの映像と音楽を担当した。なお、このオープニング映像には自身も出演している。

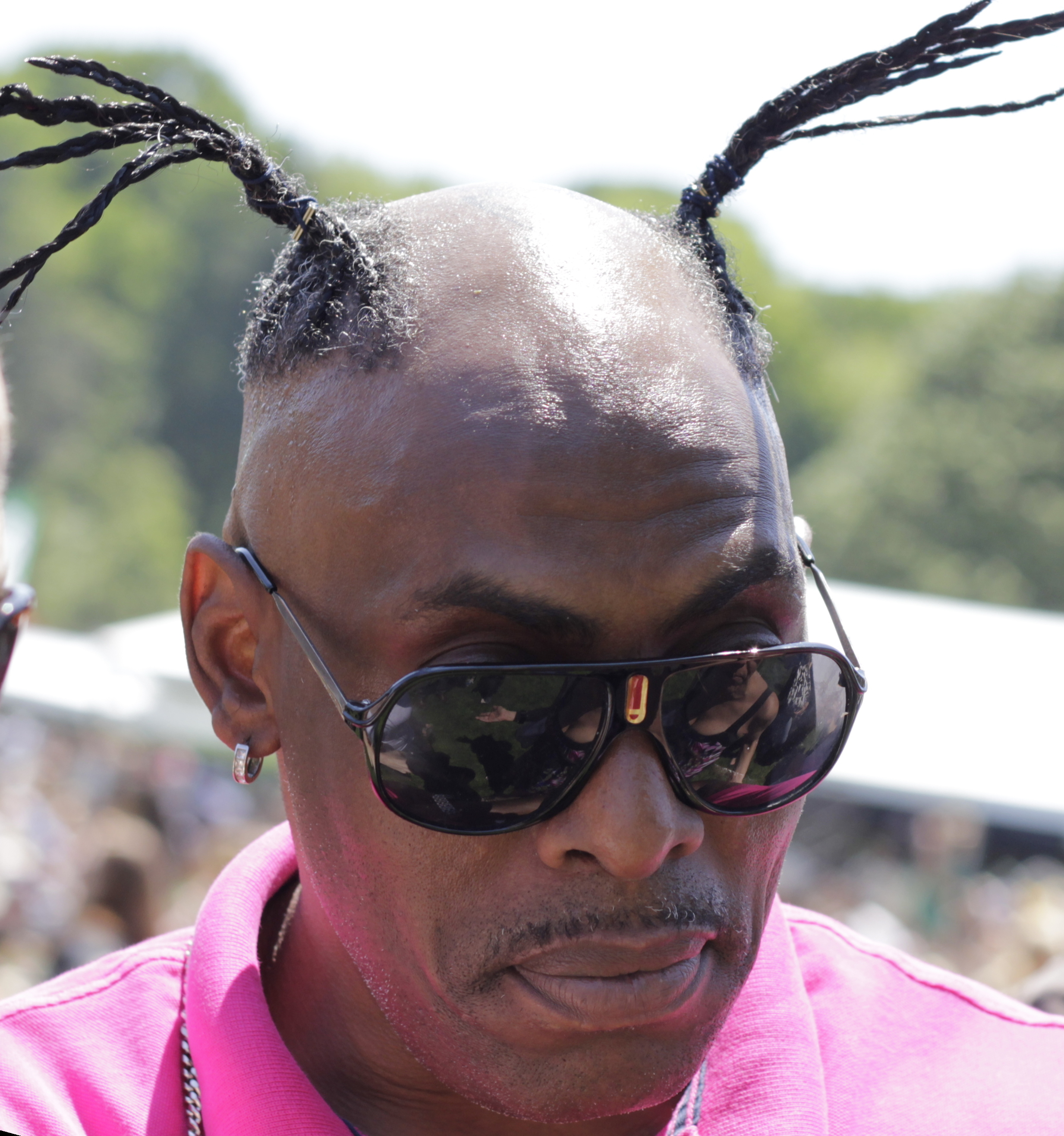
2012年

1997年にアルバム『マイ・ソウル』を発表し、ゴールドを獲得した。その後、トミー・ボーイ・レコードを脱退し、2001年に『Coolio.com』、2003年に『エル・クール・マグニフィコ』、2006年に『ザ・リターン・オブ・ザ・ギャングスタ』と『ギャンスタ・ウォーク（スヌープ・ドッグとのコラボ曲）』、2008年に『スティール・ヒア』、2009年に『フロム・ザ・ボトム・ツー・ザ・トップ』、2017年に『ロング・ライヴ・ザ・シーフ』を発表した。
インセイン・クラウン・ポッシーとのツアー中、『Jugalo Cool〔ママ〕』というタトゥーを入れた。スペルミスは意図的なものだと述べている。ギャザリング・オブ・ザ・ジャガロズでパフォーマンスを行った。また、ブラックリステッドMCのコラボレーション・トラック『ファック・ザ・DJ』にも参加している。この曲は2014年10月にノイジー・フロム・ヴァイスで初公開された。

### その他の出演
2019年、アイルランドのラッパーグループ、ヴァーサイルのトラック『エスケープ・ワゴン』に参加した。また、ヴァーサタイルによる2021年のアルバム『ファック・ヴァーサタイル』のトラックに『クーリオ・インタールード』として参加している。

## 死去
ロサンゼルスの友人の家の浴室の床で意識不明の状態で発見され、到着した救急隊によってその場で死亡が確認された、享年59。ロサンゼルス郡検視局は死因について、フェンタニル、ヘロイン、メタンフェタミンの過剰摂取が影響した事故死であり、その他心筋症、慢性喘息、喫煙が死因に関与していると述べた。遺体は火葬され、遺灰の一部は宝石によって包まれ、残りは骨壷に納められた。

## ディスコグラフィ

### スタジオアルバム
- イット・テイクス・ア・シーフ  （1994年）[33]

- ギャングスタズ・パラダイス  （1995年）[33]

- マイ・ソウル  （1997年）[33]

- Coolio.com  （2001年）[34]  ※日本限定

- エル・クール・マグニフィコ （2002年）[35]

- ザ・リターン・オブ・ザ・ギャングスタ （2006年）[35]

- スティール・ヒア （2008年）[36]

- フロム・ザ・ボトム・ツー・ザ・トップ （2009年）[34]

- ロング・ライヴ・クーリオ （2023年）[37]

## フィルモグラフィ

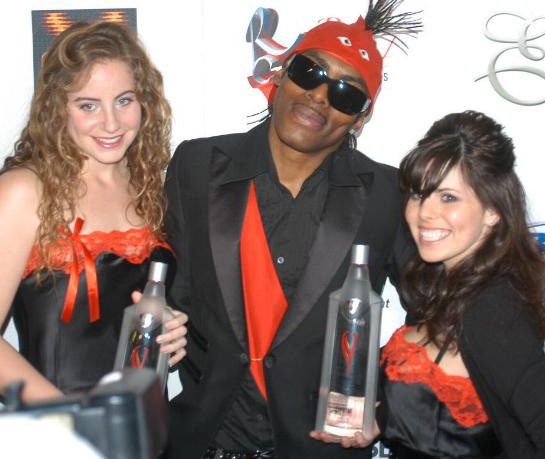
2007年

### 映画
| 年     | 題名                                                     | 役割                               | 備考                    |
| ------ | -------------------------------------------------------- | ---------------------------------- | ----------------------- |
| 1996年 | ディア・ゴッド                                           | ジェラード                         | [ 38 ]                  |
| 1996年 | ザ・ビッグ・ヘルプ                                       | 自身                               | [ 39 ]                  |
| 1997   | バットマン & ロビン Mr.フリーズの逆襲                    | ジョナサン・クレーン               | Credited as "Banker"    |
| 1997   | オン・ザ・ライン                                         | エルティー・ジル・サッグス         | テレビ映画              |
| 1997   | アラン・スミシー・フィルム                               | ディオン・ブラザーズ               | [ 42 ]                  |
| 1999   | ジャッジメント・デイ                                     | ルーサー / 'ルシファー'            | ビデオ                  |
| 1999   | タイローン                                               | Tyrone / Jerome / Cherone          | [ 44 ]                  |
| 1999   | ミッドナイト・マス                                       | ブルー・ロウ                       | [ 45 ]                  |
| 2000   | ザ・カンヴェント                                         | スターキー巡査                     | [ 41 ]                  |
| 2000   | Leprechaun in the Hood                                   | 自身                               | ビデオ                  |
| 2000   | サブマージド                                             | ジェフ・コート                     | [ 41 ]                  |
| 2000   | シュリーク 最低絶叫計画！？                              | 校長 (AFKAP)                       | ビデオ                  |
| 2000   | SPY N                                                    | 自身                               | [ 48 ]                  |
| 2000   | ドープ・ケース・ペンディング                             |                                    | [ 49 ]                  |
| 2001   | パヒューム                                               | T                                  |                         |
| 2001   | イン・パースート                                         | カール・ライト                     | ビデオ                  |
| 2001   | 恋人にしてはいけない男の愛し方                           | 自身                               | [ 50 ]                  |
| 2001   | ギャングランド                                           | ハリス巡査                         |                         |
| 2002   | ストーム・ウォッチ                                       | アウトロー                         |                         |
| 2002   | Media Whore                                              | 自身                               |                         |
| 2002   | アウトローズ: ワールドサイド                             | 自身                               |                         |
| 2003   | ザ・ビート                                               | Emcee                              | [ 51 ]                  |
| 2003   | デアデビル                                               | ダンテ・ジャクソン                 | Director's cut version  |
| 2003   | レイヴダクティル: プロジェクト・エボリューション         | マドゥゾー                         | ショート                |
| 2003   | スティーリング・キャンディ                               | ブラッド・ヴォーマン               | [ 41 ]                  |
| 2003   | レッド・ウォーター                                       | アイス                             | テレビ映画              |
| 2003   | エクスポーズド                                           | ビッグ・ヒート                     | [ 53 ]                  |
| 2003   | タップド・アウト                                         | クール                             | [ 54 ]                  |
| 2003   | セックス・&・ザ・スタジオ2                               |                                    | ビデオ                  |
| 2003   | フォー・フィンガーズ・オブ・ザ・トリル                   | 自身                               |                         |
| 2003   | ストゥーピッディティ                                     | 自身                               |                         |
| 2003   | ムーブ                                                   | Arthur / Ernest / Dre              | ショート                |
| 2004年 | ア・ワンダフル・ナイト・イン・スプリット                 | フランキー                         | [ 55 ]                  |
| 2004年 | ヴァン・ヘルシングvsスペースドラキュラ                   | 187                                | [ 56 ]                  |
| 2004年 | ギャング・ウォーズ                                       | Dunzio Day                         | [ 57 ]                  |
| 2005年 | プテロダクティル                                         | Capt. Bergen                       | [ 50 ]                  |
| 2006年 | グラッド・ナイト                                         | マイケル・アドキンス               | [ 58 ]                  |
| 2006年 | ラブ・ハリウッド・スタイル                               | 自身                               | [ 59 ]                  |
| 2007年 | フューチュラマ: ベンダーの大冒険                         | クワンザー・ボット                 | Voice, direct-to-ビデオ |
| 2007年 | サウンド、ヴァーセス・フューリー                         | 自身                               |                         |
| 2007年 | スリー・デイズ・トゥ・ベガス                             | ザ・フロー                         | [ 50 ]                  |
| 2007年 | ドント・テル・マイ・ブッカー!!!                          | 自身                               |                         |
| 2008年 | チャイナマンズ・チャンス: アメリカズ・アザー・スレイブス | ロジャー                           | [ 61 ]                  |
| 2008年 | サイズ                                                   | ザ・スター                         |                         |
| 2009   | ザ・ロスト・アーカイブス・オブ・クインシー・テイラー     | アーチピンプ・マック・マクフレディ | ショート                |
| 2012   | トゥー・ハンドレッド・サウザンド・ダーティ               | マニー                             | [ 62 ]                  |
| 2012   | イナーシャ                                               | プロモーショナル・トレーラー       |                         |
| 2015   | ロード・オブ・ザ・フリークス                             | 自身                               |                         |
| 2017   | ニーナ                                                   | 自身                               |                         |
| 2018   | ヴァンタスティック・ヴォヤージュ                         | 自身                               |                         |
| 2018   | ユナイテッド・スケーツ                                   | 自身                               | [ 63 ]                  |
| 2018   | ザ・オレンジ・イヤーズ: ザ・ニコロデオン・ストーリー     | 自身                               | [ 64 ]                  |
| 2021   | フィンテック・ラップ・バトル: モンゾVSスターリング       | 自身                               | [ 65 ]                  |

### テレビ
| Year      | Title                              | Role                       | Notes                                     |
| --------- | ---------------------------------- | -------------------------- | ----------------------------------------- |
| 1995      | The Parent 'Hood                   | ザ・ギャングスタ           | エピソード: "Trust a Move"                |
| 1995      | マーティン                         | 自身                       | エピソード: "All the Players Came"        |
| 1995–96   | オール・ザット                     | 自身                       | 2 エピソードs                             |
| 1996      | Space: Above and Beyond            | ザ・バッカス・ホスト       | エピソード: "R & R"                       |
| 1996      | Dangerous Minds                    | Sex Educator               | エピソード: "Pilot"                       |
| 1996      | Sabrina The Teenage Witch          | 自身                       | エピソード: "A Girl and Her Cat"          |
| 1996–2000 | Kenan & Kel                        | パフォーマー: テーマソング | テレビシリーズ                            |
| 1997      | Duckman                            | 自身                       | Voice, エピソード: "Coolio Runnings"      |
| 1998      | Match Game                         | 自身                       | 5 エピソードs                             |
| 1998      | The Nanny                          | Irwin                      | 2 エピソードs                             |
| 1998      | V.I.P.                             | 自身                       | エピソード: "Vallery of the Dolls"        |
| 1999      | Early Edition                      | Julius 'C-Roc' Ruby        | エピソード: "Number One with a Bullet"    |
| 1999      | Malcolm & Eddie                    | Troy Jensen                | エピソード: "Daddio"                      |
| 2000      | Arli$$                             | Ernest                     | エピソード: "It's Who You Know"           |
| 2001      | Der Clown                          | 自身                       | エピソード: "Stirb langsam"               |
| 2001      | Fear Factor                        | 自身/Contestant            | エピソード: "First Celebrity Fear Factor" |
| 2001–23   | フューチュラマ                     | クワンザー・ボット         | Voice, 4 エピソードs                      |
| 2002      | Charmed                            | Lazarus Demon              | エピソード: "Marry-Go-Round"              |
| 2002      | Static Shock                       | Marvin Roper / Replikon    | Voice, エピソード: "Duped"                |
| 2002      | オラ                               | 自身                       | テレビシリーズ                            |
| 2002      | Robbery Homicide Division          | Greg / G-Down              | エピソード: "Alton Davis Redux"           |
| 2003      | メイク・マイ・デイ                 |                            | エピソード: "Linda Narty"                 |
| 2005      | ジョーイ                           | 自身                       | エピソード: "Joey and the Poker"          |
| 2006      | クラブ                             | 自身                       | Season 1, エピソード 14                   |
| 2008      | クッキン・ウィズ・クーリオ         | 自身                       | テレビシリーズ                            |
| 2008      | クーリオズ・ルールズ               | 自身                       | Main cast                                 |
| 2009      | スター・ヴィング                   | 自身                       | Recurring cast                            |
| 2009      | ザ・サンデー・ナイト・プロジェクト | 自身                       | エピソード: "Lily Allen"                  |
| 2012      | 怪奇ゾーン グラビティフォールズ    | ワックス・クーリオ         | Voice, エピソード: "Headhunters"          |
| 2014      | アメリカン・ハッスル・ライフ       | 自身                       | Reality Show                              |
| 2014      | ブラック・ジーザス                 | 自身                       | エピソード: "Gangsta's Paradise"          |
| 2017      | ティーチャーズ                     | Mr. Wence                  | エピソード: "First Day Back"              |
| 2021      | Let's Be Real                      | 自身                       | エピソード: "エピソード #1.4"             |